# مونيكا ماكدونالد
مونيكا ماكدونالد (بالإنجليزية: Monica MacDonald)‏ هي مدربة تزلج فني ‏ أسترالية، ولدت في 5 مايو 1967.

## وصلات خارجية
- مونيكا ماكدونالد على موقع أوليمبيديا (الإنجليزية)
- مونيكا ماكدونالد على موقع اللجنة الأولمبية الأسترالية (الإنجليزية)